# 유리기

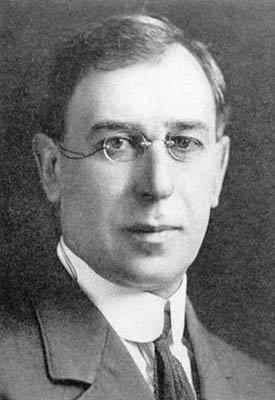
모세스 곰버그(1866-1947), 유리기 화학의 창시자

유리기(遊離基, 영어: free radical) 또는 자유라디칼은 비공유 홀전자를 가진 독립적으로 존재하는 화학종을 말한다. 보통 분자에서는 회전 방향이 반대인 2개 전자들이 전자쌍을 하나 만들어 안정한 상태로 존재하나, 유리기는 비공유 활성 전자를 가지고 있어서 일반적으로 불안정하고 이로 인해 큰 반응성을 가지며 수명이 짧다.
유리기는 열린 껍질로 쌍을 이루지 못한 전자를 가진 원자, 분자 혹은 이온을 뜻하며, 양이나 음, 무전하를 다 가질 수 있다. 대부분의 쌍을 이루지 못한 전자는 화학 반응을 급격하게 일으킨다. 몸에 유리기가 돌아다니면 퇴행성 질환이나 암의 원인이 된다고 한다.
유리기는 연소, 대기화학, 중합, 플라스마 화학, 생화학 등 많은 화학 과정에서 중요한 역할을 한다.

## 역사
미시건 대학교에서 1900년에 곰버그가 3중페닐메틸 유리기 구조를 최초로 정의하는 연구를 발표한 후, 다양한 작용기와 큰 반응 속도의 차이를 이용한 유기 합성 반응에 많이 쓰인다.

## 화학 반응 표현
화학식에서 유리기는 원자기호 옆에 점으로 표현된다.
{\displaystyle \mathrm {Cl} _{2}\;{\xrightarrow {UV}}\;{\mathrm {Cl} \cdot }+{\mathrm {Cl} \cdot }}
(염소 가스는 자외선에 의해 원자 염소 유리기로 만들어진다.)
유리기 반응 구조는 단일 전자의 이동을 화살표로 표현한다.

## 같이 보기
- 유리기 치환 반응
- 라디칼 중합